# Ielena Rozmirovitch
Ielena Fiodorovna Rozmirovitch-Troïanovskaïa  (russe : Еле́на Фёдоровна Розмиро́вич-Трояно́вская), née le 26 février 1886 à Petropavlivka   et morte le 30 août 1953 à Moscou, est une révolutionnaire bolchevique et femme politique russe et soviétique.

## Biographie
Ielena Rozmirovitch est née le 26 février 1888 (9 mars dans le calendrier grégorien) à Petropavlovka, dans le gouvernement de Iekaterinoslav, en Ukraine. alors dans l'Empire russe. Son père est ingénieur ou mécanicien d'origine allemande, sa mère est issue de la noblesse moldave. Après la fin de ses études secondaires, elle se rend pour ses études à l'étranger, où elle fréquente des cercles sociaux démocrates. Elle est diplômée de la faculté de droit de l'université de Paris. Elle adhère au parti ouvrier social-démocrate de Russie en 1904,,. 

### Militante révolutionnaire, en Russie et à l'étranger
À son retour à Kiev en 1906, elle milite dans les cercles paysans, puis le district ferroviaire. En 1907 elle devient secrétaire de la région ferroviaire sud du parti, et est arrêtée. Elle est arrêtée à nouveau en 1909 et condamnée à un an d'emprisonnement puis l'exil pour trois ans dans le Kraï de Narym (ru). Après avoir effectué sa peine de prison, elle est exilée non en Sibérie, mais à l'étranger, sur demande de ses proches.
Elle vit alors à Paris, à Vienne, où elle remplit différentes missions du bureau à l'étranger du comité central du POSDR, et est déléguée en tant que représentante du parti au congrès international socialiste de Bâle. Ensuite, elle est envoyée en clandestinité en Russie, en qualité de secrétaire du groupe bolchévique de la Douma et de secrétaire du comité central russe du parti. Elle collabore également activement à la presse bolchévique : la Pravda, la revue Éducation (ru), La Travailleuse, etc. En février 1914 elle est à nouveau arrêtée et exilée de la capitale pour deux ans, sous surveillance policière. Après avoir été envoyé à Kharkov, elle est obligée de fuir au bout de quelques mois à l'étranger, pour échapper à une arrestation imminente,.    
Elle utilise les pseudonymes d'Ievguenia, Tania et Galina. Elle prend part à l'enquête sur le provocateur Roman Malinovski. Lénine porte cette appréciation personnelle sur elle : « Il est évident, sur la base de mon expérience au comité central en 1912-1913, qu'elle est une travailleuse active et appréciable pour le parti »,.  
En 1915, elle participe à la conférence du POSDR à Berne et à la conférence de l'Internationale socialiste des femmes qui y est convoquée, puis elle est à nouveau envoyé en clandestinité en Russie. Dénoncée à Moscou par Sokolov, elle est arrêtée et après 6 mois à la prison de la Boutyrka, elle est envoyée à Kharkov. Elle est ensuite, par décision d'une commission spéciale du ministère de l'intérieur, exilée pour 5 ans dans le gouvernement d'Irkoutsk, où elle réside jusqu'à ce qu'éclate la révolution de Février,.

### Dans l'appareil de combat et de répression bolchévique
Pendant cette révolution, elle est membre du comité des bolcheviks de la ville d'Irkoutsk. Elle revient en mars 1917 à Saint-Pétersbourg, où elle prend activement part à l'organisation et au travail d'agitation au sein des unités armées en garnison en qualité de membre du bureau des organisations militaires du comité central. Elle est en même temps rédactrice de La Vérité du soldat ((ru) Солдатскую Правду). Pendant la révolution d'Octobre, en tant que membre de l'organisation militaire, elle est missionnée par le comité militaire révolutionnaire auprès des unités en garnison et lors de l'offensive des troupes de Krasnov-Kerenski. Elle est élue députée du Front du Sud-Ouest à l'Assemblée constituante sur la liste no 4 du POSDR(b), (l'une des premières femmes parlementaires de l'histoire du pays).
En janvier 1918, elle prend part en tant que députée à la réunion du 5 janvier 1918 de l'Assemblée constituante, suivie immédiatement de sa dissolution par le pouvoir bolchevique. Elle est nommée au Tribunal révolutionnaire (ru) créé par le premier décret du conseil des commissaires du Peuple, et elle en préside la commission d'instruction, notamment lors des affaires de l'assassinat du comte Wilhelm Mirbach et du soulèvement des SR de gauche à Moscou du 7 juillet 1917, où l'accusation est portée par Nikolaï Krylenko devant le tribunal, et débouche sur la condamnation à mort de douze opposants SR aux bolcheviks. Elle est également dans cette période présidente de la direction politique centrale du commissariat aux transports.            

### Organisation scientifique du travail, organisation et gestion de l'État
Au printemps 1922, sur instruction directe de Lénine, elle rejoint l'inspection ouvrière et paysanne (ru). Membre de son collège, elle y dirige d'abord le département juridique, puis à partir de 1923, après la réorganisation de l'inspection, en cohérence avec ses fonctions à la commission centrale de contrôle du parti, elle suit les travaux d'études sur l'organisation scientifique du travail, ainsi que sur l'organisation de l'État et la gestion publique.            
Elle est de 1924 à 1930 membre de la commission centrale de contrôle du Parti communiste, et de 1927 à 1930 suppléante à son praesidium. De 1931 à 1933, elle fait partie du collège du Commissariat du Peuple aux communications (ru).            
Elle a été à la tête de l'Institut scientifique et expérimental des techniques de la gestion, et du groupe de construction OrgStroï ((ru) Оргстрой). De 1935 à 1939 elle dirige la Bibliothèque Lénine, et est ensuite collaboratrice de l'Institut de littérature Gorki,,.           

### Famille
Ielena Rozmirovitch est l'épouse de Nikolaï Krylenko et d'Aleksandr Troïanovski. 
Son frère ainé, Alekseï, exclu du lycée Nikolaïevski pour avoir lu de la littérature interdite, est mort en 1918. Son deuxième frère Fedor se joint au mouvement social-démocrate pendant ses études en Allemagne, et travaille ensuite comme ingénieur dans une usine automobile d'Elisavetgrad. Son troisième frère, Aleksandr, fonctionnaire auprès du général-gouverneur d'Irkoutsk, Bantych, enquête sur le massacre de la Léna en 1912. Il recueille des éléments sur les exécutions sommaires qui seront utilisés par Alexandre Kerenski dans son rapport devant la Douma, mais il se suicidera à son retour à Saint-Pétersbourg,. Elle est la cousine germaine et demi-sœur d'Ievguenia Bosch. 
Sa fille Galina Troïanovskaïa est la 3e femme de Valerian Kouïbychev.
Ielena Rozmirovitch meurt à Moscou le 30 août 1953. Elle est enterrée au cimetière de Novodevitchi à Moscou.

## Travaux
- (ru) « К итогам работы РКИ по НОТ » [« Pour un bilan des travaux de l'Inspection ouvrière et paysanne sur l'organisation scientifique du travail »], Вопросы советского хозяйства и управления., nos 4-5,‎ 1924, p. 114 ;
- (ru) « Техника управления » [« Les techniques de la gestion »], Техника управления, no 1,‎ 1925 ;
- (ru) « Оргбюро, профсоюзы и партячейки в деле организации нашего госаппарата » [« Bureau de l'organisation, union professionnelle et cellules du parti dans l'organisation des structures de l'État »], Техника управления, no 2,‎ 1925
- (ru) НОТ, РКИ и партия [« Organisation scientifique du travail, Inspection ouvrière et paysanne et parti »], Moscou,‎ 1926
- (ru) « Основные положения по рационализации аппарата государственного управления » [« Fondements de la rationalisation des structures de gestion de l'État »], Техника управления, no 7,‎ 1926 ;
- (ru) « План, учет и организация в общей системе государственного управления: Доклад в коллегии НК РКИ СССР » [« Plan, comptes et organisation du système d'ensemble de gestion de l'État : rapport au collège de l'Inspection ouvrière et paysanne »], Техника управления, no 9,‎ 1926, p. 4-6
- (ru) Принципы методологии и организационной политики в технике управления. [« Sources méthodologiques et politique organisationnelle dans les techniques de la gestion »], Moscou,‎ 1930, 14-15 p.

## Distinctions
- Ordre du Drapeau rouge du Travail (1945).